# Неаполитанские войны
Неаполитанские войны (1793—1815) — серия конфликтов в Южной Италии в эпоху наполеоновских войн. В них в целом в качестве агрессора выступила наполеоновская Франция, войсками которой с 1808 года командовал маршал Иоахим Мюрат.
Неаполитанский король Фердинанд IV и его жена Мария-Каролина при финансовой и военной поддержке Великобритании (адмирал Актон, лорд Бентинк) даже после бегства на Сицилию и занятия неаполитанского трона Мюратом оказывали французам энергичное противодействие и, несмотря на серию поражений, сумели вернуть себе трон, расправиться со своими идеологическими противниками и ещё более укрепить свой абсолютизм и патриархальную систему ценностей Неаполитанского королевства.

## Хронология
Неаполитанские войны представляли собой серию военно-политических столкновений разной степени продолжительности и остроты. Выделяются следующие периоды:
- Неаполитанская война (1793—1797)
- Неаполитанская война (1798—1801)
- Неаполитанская война (1806)

- Французская оккупация Неаполя 1806—1808
- Восстание в Калабрии (1808)
- Взятие Капри (1808)
- Англо-сицилийская экспедиция (1809)
- Поход на Рим (1809)
- Сицилийская экспедиция (1810)
- Взятие Понцы (1813)
- Неаполитанская война (1814)
- Неаполитанская война (1815)
  - В том числе и решающая битва при Толентино (2 мая 1815)
- Авантюра Мюрата (1815)
- Реставрация власти Бурбонов, период реакции.
- Укрепление абсолютизма и унитаризма: Неаполитанское королевство преобразовано в Королевство Обеих Сицилий (1816)

## Жертвы
В ходе войн потери каждой из сторон достигли 10 тыс. чел. Кроме того, около 9 тыс. было казнено Фердинандом после реставрации его власти.